# Gustave Jéquier
Gustave Jéquier, né le 14 août 1868 à Neuchâtel et mort le 24 mars 1946 dans la même ville, est un égyptologue suisse et un des premiers archéologues à avoir fouillé en Iran les cités de l'antique Perse. Membre de l'expédition dirigée par Jacques de Morgan, il met au jour à Suse en 1901, le fameux Code de Hammurabi conservé au Musée du Louvre.
Il commence sa carrière d'égyptologue sous les auspices de Gaston Maspero et Jacques de Morgan, se spécialisant dans l'étude des périodes prédynastiques et participant aux grands chantiers de fouilles du Service des Antiquités Égyptiennes en Égypte.
Il fouille à Saqqarah, Dahchour, Licht, Mazghouna explorant les pyramides de l'Ancien et du Moyen Empire.
Ses travaux sur les Textes des pyramides apparaissent comme une avancée significative dans la compréhension de ce corpus de textes religieux de l'Égypte antique.

## Biographie

### Jeunesse et formation

#### Études d'égyptologie
Gustave Louis Jéquier est né à Neuchâtel le 14 août 1868. Il est le fils de Jean Jéquier, politicien et écrivain originaire de Fleurier, et de Lina Bovet.
Jéquier suit son cycle secondaire et le début de ses études supérieures à Neuchâtel. Son intérêt pour l'égyptologie est encouragé par Édouard Naville, précurseur de la discipline en Suisse. Gustave Jéquier s'installe donc à Berlin en 1888, où il suit les cours d'Adolf Erman. En 1890, il débute sous sa direction une thèse consacrée aux papyrus de Berlin et de Leyde constituant Le Livre de ce qu'il y a dans l'Hadès. Dans les mois qui suivent, Jéquier voyage de l'Allemagne à la Suède, puis visite la France. À Paris, en janvier 1891, il rencontre Gaston Maspero, égyptologue renommé et spécialiste des Textes des pyramides. Jéquier achève sa thèse sous son autorité en 1892 et obtient ainsi le diplôme de l'École des Hautes Études. Durant son séjour parisien, il fait également la connaissance d'Arnold van Gennep.

#### Premières fouilles en Égypte
Sur les conseils et grâce au soutien de Gaston Maspero, Jéquier est engagé comme attaché à l'Institut français d'archéologie orientale (IFAO), ce qui lui permet de partir en Égypte. En 1892-1893, il participe aux fouilles menées par Jacques de Morgan à Assouan et Kôm Ombo. L'hiver suivant, en 1893-1894, Jéquier travaille à Assiout, Tell el-Amarna, Dahchour et Saqqarah, site sur lequel il lève de nombreux plans, en compagnie de Georges Legrain. La saison 1894-1895 est dédiée aux fouilles de Licht, en collaboration avec Jules-Émile Gautier. Jéquier manifeste dès cette époque un intérêt prépondérant pour l'architecture. En 1895, il dessine les monuments de Karnak, dont Legrain dirige les travaux archéologiques. À l'hiver 1895-1896, il explore également Médinet Habou et des sites du Fayoum.

#### Intermède persan

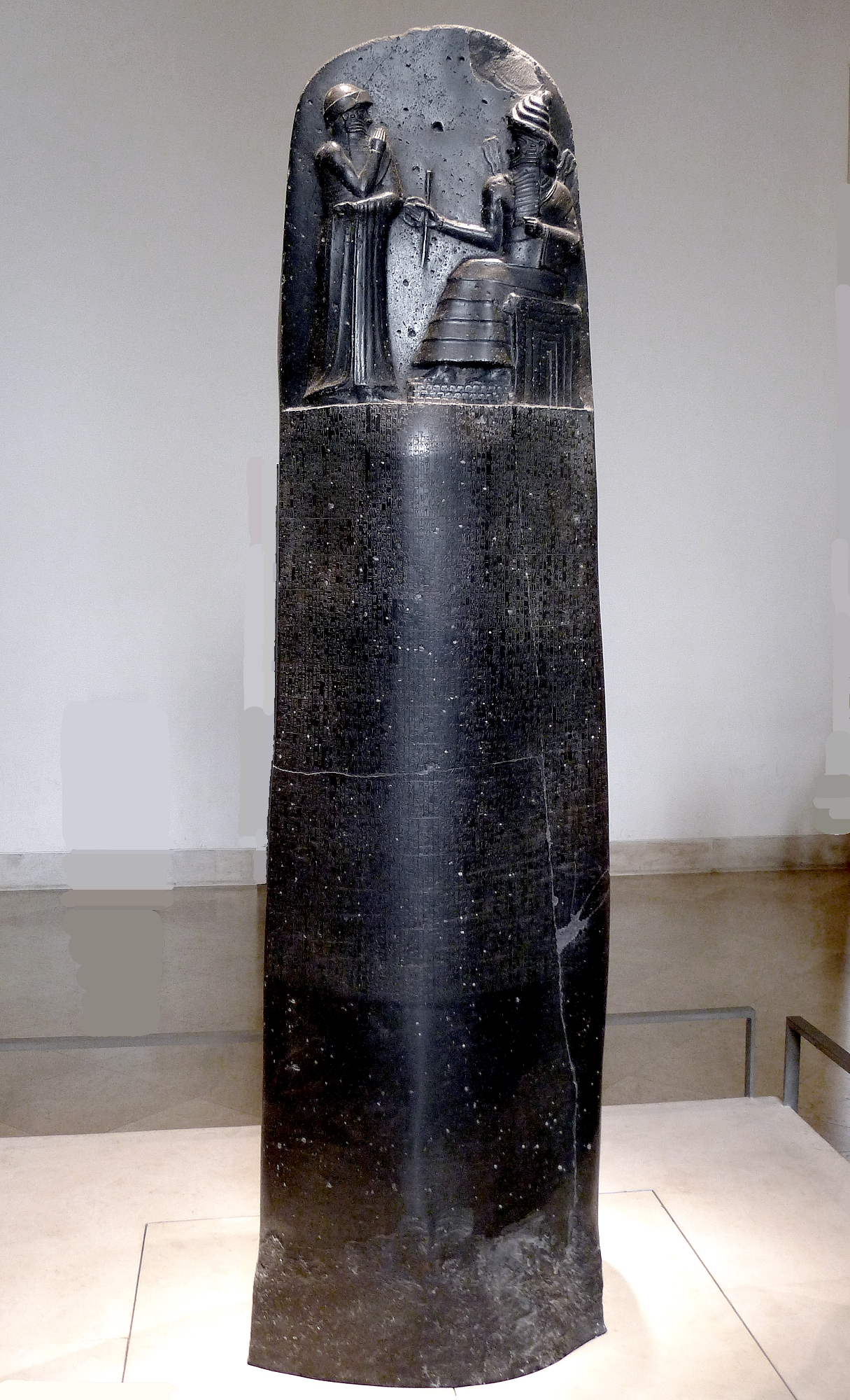
La stèle du Code de Hammurabi, découverte par Gustave Jéquier en 1901-1902, aujourd'hui conservée au musée du Louvre

En 1897, Jacques de Morgan, nommé délégué général de la Mission scientifique en Perse, offre à Gustave Jéquier de collaborer à la fouille du site de Suse, dans le Khouzistan. Jéquier l'y rejoint le 4 janvier 1898, au terme d'un voyage de deux mois. Les deux premières campagnes, durant les hivers 1898 et 1898-1899, sont laborieuses, en raison des difficiles conditions de vie et d'approvisionnement. Le climat empêchant tout travail à Suse pendant la saison chaude, les membres de la Mission explorent les autres régions de la Perse, repérant les sites archéologiques et estampant les inscriptions rupestres antiques. Jéquier retourne en Suisse à l'automne 1899 et travaille à la publication des résultats des deux premières campagnes.
En octobre 1901, il repart en Perse pour relayer Jacques de Morgan, rappelé à Paris afin de préparer l'exposition de leurs découvertes au Grand Palais, prévue pour 1902. Jéquier dirige donc la campagne de l'hiver 1901-1902, assisté par Louis-Charles Watelin. Entre la mi-décembre 1901 et février 1902, Jéquier, Watelin et Chérel, le contremaître du chantier, mettent au jour les fragments de la stèle du Code de Hammurabi. Jéquier en perçoit rapidement l'importance et envoie des photographies au R.P. Vincent Scheil, épigraphiste de la Mission.

### Carrière neuchâteloise

#### Retour en Suisse et à l'égyptologie
En mars 1902, Jéquier rentre en Suisse et reprend ses travaux égyptologiques. Le Mémoire sur les fouilles de Licht (en collaboration avec J.-E. Gautier) et Monuments pour servir à l'étude du culte d'Atonou en Égypte (en collaboration avec G. Legrain et U. Bouriant) sont publiés, respectivement en 1902 et 1903, dans les Mémoires de l'Institut français du Caire.
Le 4 juillet 1904, il épouse Marthe de Montet et le couple s'installe à Champagne. Trois enfants naissent de ce mariage : Léon, Valérie et Michel. Cette nouvelle situation familiale incite probablement Jéquier à renoncer aux expéditions éprouvantes en Perse mais ses recherches continuent de le mener régulièrement en Égypte.

#### Création de la chaire d'égyptologie de Neuchâtel

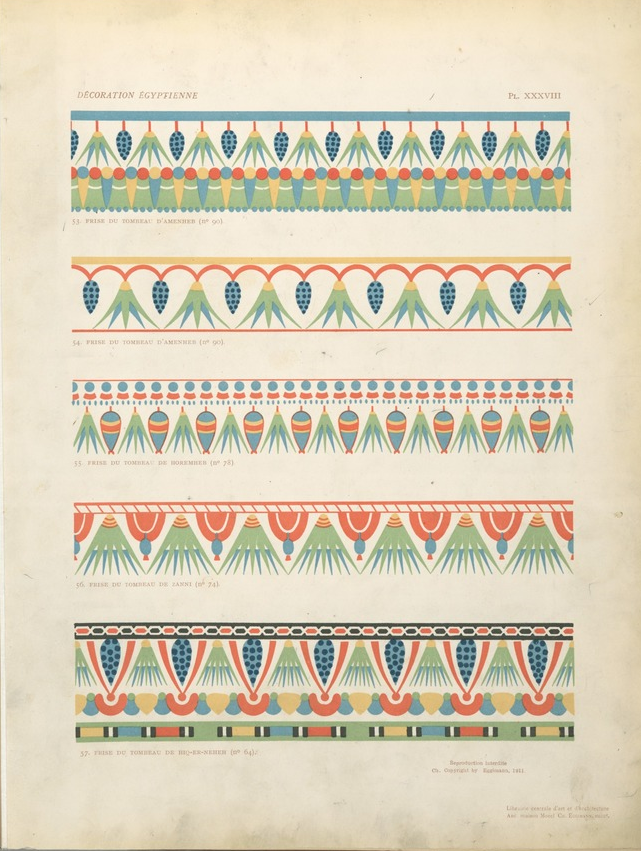
Frises décoratives des tombeaux du Nouvel Empire, dessinées par Jéquier pour son ouvrage de 1911, « Décoration égyptienne ».

Au début des années 1910, Jéquier se rapproche de l'université de Neuchâtel, produisant notamment une édition du papyrus Prisse. En 1912, il est nommé professeur extraordinaire à l'université et une chaire d'égyptologie est créée pour lui l'année suivante, en 1913. Jéquier l'occupe jusqu'en 1939, date à laquelle il reçoit le titre de professeur honoraire.
Gustave Jéquier poursuit ses recherches sur l'architecture et publie, en 1914, le premier volume d'un Manuel d'archéologie égyptienne, laissé inachevé. En dehors de l'enseignement universitaire et de la recherche, il contribue à la diffusion des connaissances à destination d'un large public : son Histoire de la Civilisation égyptienne est publiée en 1913, puis revue et rééditée en 1922.

#### Développement de l'ethnologie à Neuchâtel
Dès 1911-1912, Gustave Jéquier soutient le projet de création d'une chaire d'ethnologie et d'histoire des civilisations au sein de l'université de Neuchâtel et supporte la candidature d'Arnold van Gennep, à laquelle elle échoit en 1913. En 1914, Jéquier préside ainsi le premier Congrès d'ethnographie et d'ethnologie, organisé par Van Gennep. Ce dernier est expulsé en 1915 mais la chaire est maintenue, probablement grâce à Jéquier, et attribuée à Charles Knapp. En dépit de l'expulsion de Van Gennep, Jéquier continue d'entretenir une relation suivie avec lui : en 1916, ils publient conjointement Le tissage aux cartons et son utilisation décorative dans l'Égypte ancienne.

### Temps de la reconnaissance
En 1919, Jéquier est nommé membre correspondant de l'Académie des inscriptions et belles-lettres de l'Institut de France, qui reconnaît ainsi l'intérêt de ses travaux égyptologiques.

#### Fouilles de Saqqarah

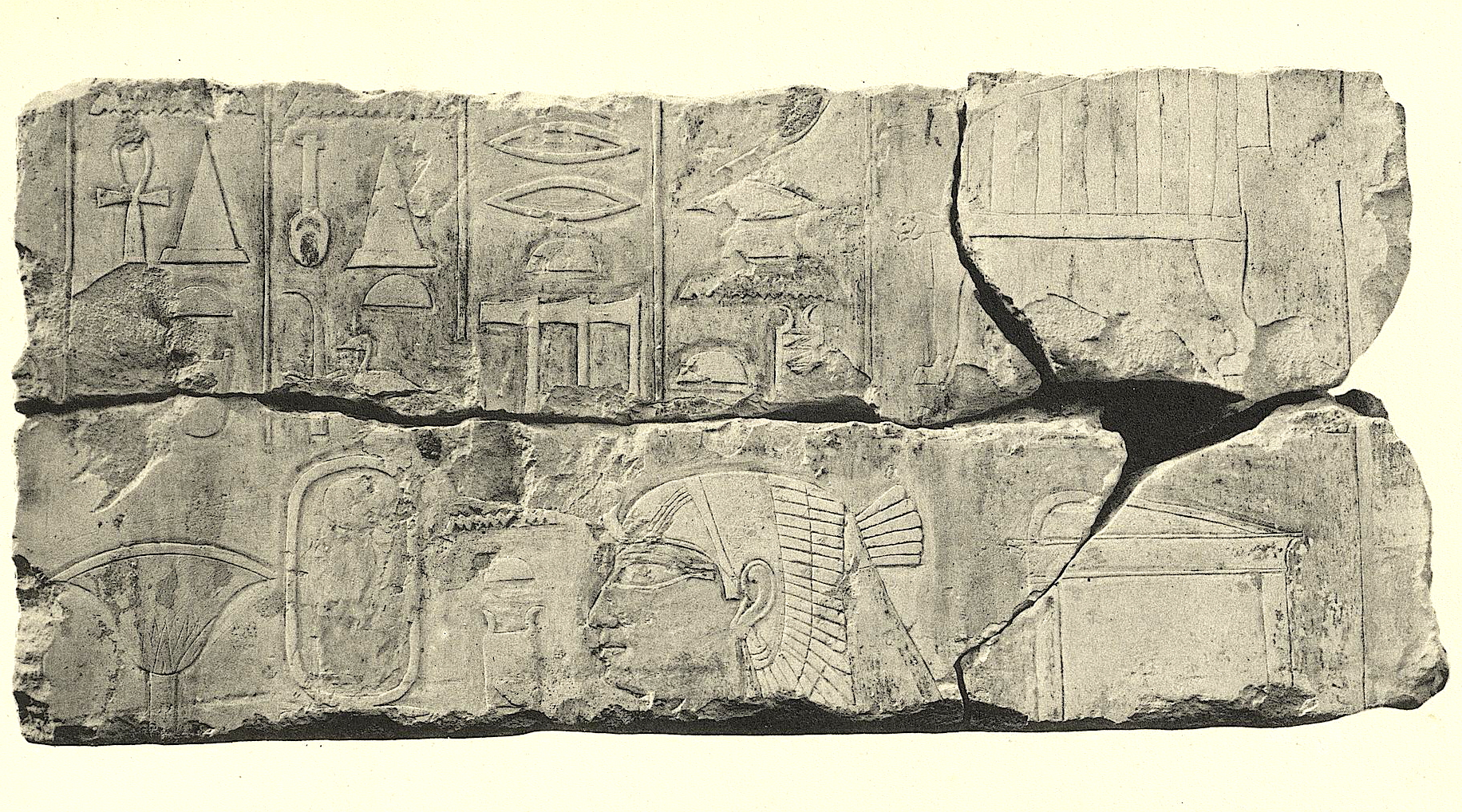
Fragment sculpté du temple mortuaire de la pyramide de Neith, grande épouse du pharaon Pépi II

En 1924, Gustave Jéquier est invité par le Service des Antiquités d'Égypte, qui lui confie les fouilles de Saqqarah. De 1924 à 1936, il dégage les pyramides de Pépi II, d’Aba et de deux rois du Moyen Empire et fouille le mastaba el-Faraoun de Chepseskaf. Les tombes des reines de Pépi II livrent des textes des pyramides, jusqu’alors jamais attestés dans les sépultures féminines. Le déblaiement de la pyramide de Pépi II, en 1932-1933, représente une tâche colossale mais fort utile : explorée par Maspero à partir de 1881, puis étudiée par une mission allemande en 1897, son état confinait à la ruine. Après avoir déblayé le souterrain d’accès et consolidé les caveaux, Jéquier se lance à la recherche des fragments d’inscriptions, qui avaient été arrachées par des voleurs en quête de trésor. En classant les vestiges épigraphiques, il parvient à compléter le corpus des Textes des pyramides.
Ses chantiers en Égypte n’éloignent pas entièrement Gustave Jéquier de sa famille : son épouse l’accompagne souvent, notamment durant les hivers 1928 et 1929, qu’ils passent ensemble dans la nécropole thébaine.
Jéquier publie rigoureusement ses découvertes, présentant pendant douze ans un rapport annuel dans les Annales du service des antiquités et produisant huit volumes de résultats dans les Mémoires du service des antiquités de l’Égypte.

#### Contributions au musée d'ethnographie de Neuchâtel
En parallèle des chantiers à Saqqarah, Jéquier demeure impliqué à Neuchâtel : tout en délivrant encore quelques cours d’égyptologie à l’université, il contribue significativement au développement du musée d’ethnographie. En 1926, son implication incite au transfert des objets de l’Égypte antique, jusqu’alors conservés au musée de peinture (aujourd'hui Musée d'Art et d'Histoire de Neuchâtel), vers le musée d’ethnographie.
Membre depuis 1915 de la commission du musée, Jéquier en assure aussi la direction pendant la mission de Théodore Delachaux en Angola, en 1933. Il poursuit le travail d’inventaire des collections entamé dans les années 1920, enregistrant notamment les collections du Proche et Moyen Orient et d’Asie méridionale.
Gustave Jéquier participe par ailleurs à l’enrichissement du musée d’ethnographie, offrant des pièces collectées lors de ses voyages en Perse et en Égypte mais donnant aussi des objets archéologiques égyptiens issus de ses fouilles, qu’il avait obtenu de pouvoir acheter auprès du Service des Antiquités Égyptiennes.

#### Retour à Neuchâtel
Les campagnes de fouille de Jéquier à Saqqarah prennent fin en 1936. De retour à Neuchâtel, il collabore à la publication de l’Armorial neuchâtelois, entrepris par ses fils, Léon et Michel Jéquier. En 1945, Jean Gabus, directeur du musée d'ethnographie, fait appel à lui lors du réaménagement des salles d'exposition dédiées à l'Égypte antique. Gustave Jéquier décède le 24 mars 1946.

## Sources
Des documents concernant le travail de Gustave Jéquier sont conservés aux Archives de l'État de Neuchâtel. Ces archives ont été constituées par lui-même lors de ses recherches. Le fonds est constitué de planches, de photographies, des journaux de fouilles, etc.. Ce fonds fait l'objet de consultation et de publication régulière, notamment par Keith Hamilton, auteur d'un article sur la pyramide de Khendjer et de celui au sujet de la pyramide sud de Saqqarah, dans ces deux articles on peut y voir des photographies conservées dans le fonds Jéquier.

## Publications
- Le Livre de ce qu'il y a dans l'Hadès, (Bibliothèque de l'École des hautes Études, t. XCVII.), Paris, E. Bouillon, 1894
- Catalogue des Monuments et Inscriptions de l'Égypte antique, t. I à III (en collaboration avec J. de Morgan, U. Bouriant, G. Legrain et A. Barsanti), Vienne, Holzhausen, 1894-1909
- Mémoire sur les fouilles de Licht, (en collaboration avec J.-Et. Gautier). Mémoires de l'Institut français d'archéologie orientale, t.VI, Le Caire, 1902
- Monuments pour servir à l'étude du culte d'Atonou en Égypte, I(en collaboration avec U. Bouriant et G. Legrain). Mémoires de l'Institut français d'archéologie orientale, t. VIII, Le Caire, 1903.
- Le Papyrus Prisse et ses variantes, Paris, P. Geuthner, 1911
- Décoration égyptienne, plafonds et frises végétales du Nouvel Empire thébain (1400-1000 av. J.-C.), Paris, Eggimann, 1911
- Histoire de la civilisation égyptienne, Paris, Éditions Payot, 1913
- Le tissage aux cartons et son utilisation décorative dans l'Égypte ancienne (en collaboration avec A. van Gennep), Neuchâtel, Payot, 1916
- Les frises d'objets des sarcophages du Moyen Empire Mémoires de l'Institut français d'archéologie orientale, t. XLVII, Le Caire, 1921
- Matériaux pour servir à l'établissement d'un dictionnaire d'archéologie égyptienne Bulletin de l'Institut français d'archéologie orientale, t. XIX, Le Caire, 1922
- L'architecture et la décoration dans l'Ancienne Égypte :
  - I. Les temples memphites et thébains,
  - II. Les temples ramessides et saïtes,
  - III. Les temples ptolémaïques et romains, Paris, Morancé, 1921 et 1923
- Histoire de la civilisation égyptienne, des origines à la conquête d'Alexandre, Nouvelle édition revue, Paris, Éditions Payot, 1925
- Le mastabat Faraoun : douze ans de fouilles à Saqqarah, 1928
- La Pyramide d'Oudjebten, 1928
- Deux pyramides du Moyen Empire, 1932
- Les pyramides des reines Neit et Apouit, Fouilles à Saqqarah, 1933
- La pyramide d'Aba, 1935
- Rapport préliminaire sur les travaux exécutés en 1935-1936 dans la partie méridionale de la nécropole memphite, ASAE, 1936
- Le monument funéraire de Pépi II,
  - volume I : Le tombeau royal, 1936 ;
  - volume II : Le temple, 1938 ;
  - volume III : Les approches du temple, 1940 - IFAO
- Douze ans de fouilles dans la nécropole memphite, 1924-1936, Université de Neuchâtel, 1940
- Avec Léon et Michel Jéquier, Armorial neuchâtelois. Avec la collaboration de Gustave Jéquier, Neuchâtel, La Baconnière, 1941-1944
- Considérations sur les religions égyptiennes, Neuchâtel, La Baconnière, 1946